# Wspólnota administracyjna Eichsfeld-Wipperaue
Wspólnota administracyjna Eichsfeld-Wipperaue (niem. Verwaltungsgemeinschaft Eichsfeld-Wipperaue) – wspólnota administracyjna w Niemczech, w kraju związkowym Turyngia, w powiecie Eichsfeld. Siedziba wspólnoty znajduje się w miejscowości Breitenworbis.
Wspólnota administracyjna zrzesza pięć gmin wiejskich:
1. Breitenworbis
2. Buhla
3. Gernrode
4. Haynrode
5. Kirchworbis